# 阿尔萨斯议会
阿尔萨斯省委员会（法語：Conseil départemental d'Alsace），又称阿尔萨斯议会（assemblée d'Alsace），是法国阿尔萨斯欧洲集体的立法机关，成立于2021年1月1日，设于斯特拉斯堡。议会实行一院制。有80名议员，由直接选举产生。每届议会任期6年。现任主席是Frédéric Bierry。